# میرآباد (بشرویه)
میرآباد یک منطقهٔ مسکونی در ایران است که در دهستان علی‌جمال واقع شده‌است. براساس سرشماری مرکز آمار ایران در سال ۱۳۹۵، میرآباد ۴۲ نفر جمعیت دارد.